# Лобиков, Алексей Иванович
Алексей Иванович Лобиков (1915 — ?) — советский футболист, защитник, полузащитник. Тренер.
В 1936—1938 годах играл за выступавшее в чемпионате Москвы «Динамо» Болшево в Кубке СССР. В чемпионате СССР играл за московские «Торпедо» (1939—1940) и «Локомотив». В группе II выступал за «Локомотив» (1946—1947) и «Метрострой» (1949).
В 1942 году проходил учебу в ивановском военно-политическом училище и играл за местное «Динамо».
Работал старшим тренером команд «Пищевик» Астрахань (1957) и «Торпедо» Миасс (1964).